# Judje v Sloveniji
Slovenski Judi so organizirani v Judovsko skupnost Slovenije, JSS, s sedežem v Ljubljani (leta 2003 so dobili tudi dvoranico, poimenovano sinagoga.) Uradni podatki o številu njenih članov niso javno dostopni. Toda med letoma 1953 in 2002, ko je bilo v Sloveniji zadnje splošno ljudsko štetje, se je za judovsko narodno pripadnost opredelilo največ prebivalcev leta 1971, in sicer 72, najmanj pa leta 1981, ko jih je bilo 9. Za Jude po veroizpovedi se je leta 1991 izreklo 199 prebivalcev, leta 2002 pa 99.
Po ljudskem štetju leta 1939 se je v Dravski banovini (ta ni obsegala Primorske) za Jude po veroizpovedi izreklo 1533 prebivalcev, od tega 270 v Murski Soboti in 210 v Lendavi ter 288 v Mariboru z okolico, 273 v Ljubljani z okolico in 66 v Celju z okolico. Vojno jih je preživelo okoli 200.

## Zgodovina

### Pozna antika
Judovsko občasno prisotnost na območju kasnejšega slovenskega ozemlja kaže oljenka z menoro iz 4. do 6. stoletja, najdena v Škocjanu pri Divači, nekaj nagrobnikov s Koroške in nekaj drugih najdb s Štajerske.

### Srednji vek
Od leta 950 do 1050 lahko na Slovenskem govorimo o nastajanju tako imenovanih judovskih vasi (Judendorf), se pravi različnih krajev, ki so spomin na njihovo prisotnost ohranili v imenu. Lahko je šlo za začasne ali stalne trgovske postojanke, ki so jih ustanovili, kjer stalnih trgovskih središč še ni bilo in jim tako dali ime, dalje kraji, ki označujejo judovsko pokopališče, saj so se Judje že naselili v obstoječem kraju (Judendorf pri Beljaku, Judendorf pri Brežah), kraji, ki so se kasneje razvili v prava mesta (Judenburg na Štajerskem, Velikovec, ki je prvič omenjen kot Judovski trg), in različne druge lokacije, ki so spomin nanje ohranile v imenu. Takih imen je na območju jugovzhodnih Alp več deset. Po letu 1100 ne nastajajo več, ker so se do takrat vsi Judje naselili v večjih mestih in trgih.
Po zamrtju judovske antične prisotnosti na tem prostoru se spet pojavijo v 9. in 10. stoletju, v neposredni zvezi s splošno trgovsko mrežo vzhodnoalpsko-panonskega prostora in vzhodne meje frankovske države, ko do leta 1100 poleg judovske naselitve v Beljaku, Brežah in morda na Ptuju nastanejo številni judovski kraji na Koroškem in Štajerskem, od katerih se dva, Velikovec in Judenburg, razvijeta tudi v trški naselbini, ki sta imeli številčno močno skupnost vse do izgona. Do leta 1300 lahko govorimo o njeni prisotnosti v Trstu, Beljaku, Brežah, Št. Vidu, Celovcu, Velikovcu, Mariboru, Ptuju in Ljubljani. V teku 14. stoletja, ki velja za višek, se razširijo še v druge kraje, kjer pa so Judje več kot nekaj desetletij ostali le v Radgoni, Slovenski Bistrici, Celju, Piranu, Izoli in Kopru. Proti koncu 14. stoletja začnejo manjše skupnosti zamirati zaradi združevanja z večjimi in izseljevanja, temu pa se od začetka 15. stoletja pridružijo še pogromi ter delni, začasni in dokončni izgoni v Brežah, Ptuju, Celju, Gradcu in Judenburgu, čeprav je bilo še za časa 15. stoletja judovsko življenje v nekaterih mestih v polnem razcvetu.
V sklopu bogate in raznolike preteklosti v obdobju okoli petsto let vidimo, da so Judi prebivali po vseh večjih in pomembnejših urbanih središčih tega prostora, da so bistveno prispevali najprej k razvoju bančništva in denarnega gospodarstva, zatem še k splošnemu gospodarskemu napredku, in da so te skupnosti razvile polno organizirano življenje s pravno in politično samoupravo, enako kot v drugih delih diaspore srednjeveške krščanske Evrope. Izmed teh skupnosti je še najbolj zablestela tista v Mariboru s svojimi običaji, od koder nam je poleg Israela Isserleina znanih še enajst drugih rabinov in katerega sodišče je bilo najpomembnejše na Koroškem, Štajerskem in Kranjskem.
Kar iz celotne zelo bogate slike še najbolj izstopa, je predvsem relativno široka judovska prisotnost v 11. in 12. stoletju ter razmeroma majhno število pogromov do konca 14. stoletja, kar v določeni meri drži še celo za 15. stoletje vse do izgona, saj je v vsem tem času omenjen le en primer pravega pokola. Poleg tega na obravnavanem območju v tem času niso nikoli živeli izključno znotraj judovskih ulic, ki tudi niso bile izključno judovske. Prebivalci tega zemljepisno-kulturnega prostora, ki so vsaj deloma govorili tudi takratno slovenščino in celo nosili slovanska imena, niso bili samo lastniki hiš, v katerih so živeli, temveč so imeli tudi zemljo, vinograde, polja in travnike pa celo cela gospostva, vasi in gradove. Prav tako tisti, ki so ob različnih priložnostih nosili tudi orožje, niso bili poslovno dejavni samo v trgovini in denarnih poslih, temveč tudi v kmetijstvu, poleg tega so se preživljali še kot fizični delavci in različni obrtniki. Obravnavana podoba njihovega življenja prikazuje izjemno raznolikost gospodarskih poslov, stikov z nejudovskimi sosedi in, do izgona, čisto znosno sobivanje.

### Izgon Judov
Uspeh nekaterih Judov je povzročil zamere med plemstvom in meščani, pri čemer mnogi niso hoteli poplačati judovskih posojilodajalcev, lokalni trgovci pa so Jude imeli za konkurente. Antisemitizem katoliške cerkve je imel tudi pomembno vlogo pri vzbujanju sovraštva do Judov. Cerkev je trdila, da so Judje zakrivili deicid, da so ubili utelešenega boga ' - Jezusa Kristusa. V ozračju judofobizma, ki je imel tak “teološki” temelj, je lahko uspela tudi najbolj absurdna obsodba - da Judje pijejo kri krščanskih otrok, da namerno širijo kugo...
Leta 1404 je salzburški nadškof Eberhard III. najprej zaprl vse ptujske Jude in jih potem iz mesta izgnal, vendar so se nekateri Judje v mestu ponovno pojavili do 1446. Nato sta štajerska in koroška zbora leta 1494-1495 ponudila avstrijskemu cesarju Maksimilijanu nagrado za izgon vseh Judov. Maksimilijan je ugodil njihovi prošnji in kot razlog za izgon navedel "judovsko onesnaženje krščanskega zakramenta", "obredne poboje krščanskih otrok" in "goljufanje dolžnikov". Judje so bili izgnani iz Maribora leta 1496, nakar so mariborsko sinagogo spremenili v katoliško cerkev. Po izgonu so se mariborski Judje izselili na različne strani: v Trst, na Dunaj in južno Ogrsko, kasneje še v Italijo, Dalmacijo, na Poljsko in Češko. Veliko teh izgnancev je prevzelo priimek Marpurger, Marburger ali Morpurgo, kar pomeni "iz Maribora."
V Ljubljani je mesto na svojo roko, ne da bi deželni glavar in cesarjev komisar kaj vedela, izgnalo ali zaprlo Jude in jim prepovedalo uporabo cest ter obisk tedenskih sejmov, na katerih si je mestno prebivalstvo kupovalo življenjske  potrebščine. Cesar je tedaj vzel Jude v zaščito. Z ukazom 1. junija 1510 je naročil deželnemu glavarju in mestnemu svetu v Ljubljani, naj jim pustijo dotedanje pravice, mesto naj jim znova odpre ceste in tedenske sejme, zaprte Jude pa naj izpustijo. 2. januarja 1516 cesar Maksimiljan je dovolil ljubljanskim Judom da odidejo v malo dolnjeavstrijsko mesto Eggenburg in se tam naselijo. Edino območje na Slovenskem, kjer je Judom potem bilo dovoljeno prebivati, je bila severna beneška Istra, Trst in Goriška.

### Novejša doba
V času Napoleonovega kraljestva Ilirije Jud Abraham Heimann z Bavarske in dvoje sorodnikov so se pod zaščito francoskega guvernerja naselil v Ljubljani in odprli uradno menjalnico. Ko je Ljubljana leta 1814 pripadla Avstriji, je cesar potrdil Heimannu pravico do prebivanja, vendar se je moral z občinskimi oblastmi boriti do revolucije 1848. Po Avstrijski emancipaciji Judov leta 1867 so se ponovno v manjših številih naselili v Ljubljani. Do leta 1910 jih je bilo 116, vendar brez organizirane skupnosti. Judje so se bolj naseljevali v Prekmurju, predvsem v drugi polovici 19. stoletja. Prišli so z Madžarske. Popisi kažejo, da je 1793 v Prekmurju bilo 60 Judov, leta 1831 207, največ v Murski Soboti, in to 85. Do leta 1853 se je število skoraj podvojilo: povečalo se je na 373 Judov, od tega jih je bilo v Murski Soboti 180 in v Dolnji Lendavi 120. Največ Judov je bilo popisano v Prekmurju leta 1880, ko je njihovo število doseglo 1.082.
Večina Judov v Prekmurju je živela od trgovine: trgovali so z medom, tobakom, usnjem, perjem, grobim suknom in z volno. Vse to so zbirali in odkupovali po vaseh. V habsburški monarhiji niso smeli biti člani državnih in političnih organov, ampak so bili potisnjeni v ozadje, saj so jih še vedno omejevali srednjeveški katoliški predpisi. Izključeni so bili z nekaterih gospodarskih področij: iz poljedelstva, iz nekaterih vej industrije ter iz šol in s fakultet. Nalagali so jim tudi plačilo posebnih davkov. Ponekod so morali Judje prevzeti nemška imena, spodbujali so jih k rabi nemškega jezika. Položaj Judov se je poboljšal z reformami Franca Jožefa I., posebej iz leta 1867, ki so bile korak k enakosti veroizpovedi v državi in k enakosti državljanskih pravic za pripadnike posamezne veroizpovedi.
Kljub majhnem številu judovskih priseljencev na Slovenskem, pojavil se je antisemitizem, ki je izhajal iz propagande visokih predstavnikov Rimskokatoliške cerkve, ter populističnega sovraštva do Judov; oba podkrepljena z nekritičnim zagovarjanjem predsodkov drugih delov monarhije, predvsem na Dunaju, vključno z županom K. Lueggerjem. Najbolj znana cerkvena dostojanstvenika z odprtimi antisemitskimi pogledi sta bila škof Anton Mahnič in Janez Evangelist Krek. Prvi je pozival k vojni proti judovstvu, drugi pa je skušal vernike prepričati, da so Judje prenašalci najbolj škodljivih vplivov, v prvi vrsti »individualizma«, »liberalizma« in "socializma". Jude je prikazal kot lene, arogantne in vulgarne, ter je trdil da, kjer Judje pridejo na oblast, so krščanska ljudstva obsojena na smrt.

### Medvojno obdobje
Po priključitvi Prekmurja k Sloveniji je v obdobju med svetovnima vojnama število prekmurskih Judov je močno upadlo: iz 978 na zadnjem avstro-ogrskem popisu iz leta 1910 na samo 366 Judov leta 1941. Kot drugod v Evropi je antisemitizem naraščal tudi v Sloveniji. Novembra 1918 so izbruhnili neredi zoper Jude in Madžare v številnih krajih Prekmurja - v Dolnji Lendavi, Beltincih, Črenšovcih, Gomilici, na Hotizi, v Turnišču in Polani. Posamezniki, ki so se vrnili s fronte, in skupine lokalnih prebivalcev so se namenili izropati Judovske in madžarske trgovine. 4. novembra 1918, v Beltincih, domačini so izropali judovska stanovanja in trgovine, mučili Jude, ter požgali sinagogo. Po pogromu je čez noč izginila nekoč močna beltinska skupnost ortodoksnih Judov, ki je sredi 19. stoletja štela skoraj 150 pripadnikov. Sinagogo v Beltincih so lokalne oblasti do konca porušile leta 1937, ker ni bilo več židovske skupnosti, ki bi skrbela zanjo.
Posredno odgovornost za pogrom v Beltincih je znašalo tudi protijudovsko hujskanje prekmurskega duhovnika, politika, založnika in urednika, Jožefa Klekla. Klekl je v svojem vplivnem prekmurskem katoliškem časopisu, Novine, desetletja redno pisal o »Judih« kot »nesreči za našo krajino«, »Judih« kot »goljufih« in »izdajalcih Kristusa«. Drugi katoliški časopisi so tudi širili antisemitično propagando pred 2. svetovno vojno, kot npr. glavni slovenski katoliški dnevnik, Slovenec, ki je sporočil Judom da je njihova »pot iz Jugoslavije ... prosta« oz. da iz slovenskih krajev »tako blago [torej Jude op. p.] izvažamo brez kompenzacij«.
Irena Šumi piše o «predvojnem konfesionalnem in ideološkem antisemitizmu tedanje slovenske Rimskokatoliške cerkve in z njo tesno povezane največje politične stranke, Slovenske ljudske stranke«. Vodja SLS-a in bivši duhovnik, Anton Korošec, je Jude označil za državne sovražnike in leta 1940 kot del svoje politike zbliževanja  z nacistično Nemčijo uvedel dva antisemitska zakona v kraljevini Jugoslaviji, s katerima se je prepovedalo delovanje Judov v živilski industriji in omejilo število judovskih dijakov in študentov v srednjih in višjih šolah. Ukrepi so močno prizadeli tudi slovenske Jude; tako da je npr. Šarika Horvat v svojih spominih znani ustanovi Fundacija šoa (Shoah Foundation) povedala, da »se je vse razbilo« že, ko je bil »na vladi Korošec«. Judje so zaradi porasta antisemitizma in nacizma proti koncu tridesetih let pričeli množično vstopati v Evangeličansko in v Katoliško cerkev ter judovske priimke zamenjevati s "krščanskimi".

### Druga svetovna vojna in holokavst
Obdobje porasta nacizma v sosednjih državah in začetek represije okupacijskih sil je pomenilo konec večine lokalnih skupnosti, prisotnih vsepovsod po Sloveniji, zlasti v Prekmurju. Tamkajšnje madžarske okupacijske oblasti so sprejemale vse ostrejše protisemitske ukrepe, niso pa judovske skupnosti uničile. Holokavst je prekmurske Jude prizadel šele po nemški okupaciji Madžarske 12. marca 1944. Nove nemške okupacijske oblasti so 26. aprila 1944, s pomočjo madžarske policije, zbrale 376 Judov in jih internirale, oktobra in novembra sta sledili še po ena manjša skupina. Ljudi so namestili v krajevne sinagoge, od tam pa jih v živinskih vagonih odpeljali v taborišča smrti v Nemčiji in na Poljskem, večinoma v Auschwitz. Judje so bili tudi med 80.000 »rasno-manjvrednimi« Slovenci ki so jih Nacisti izgnali iz Štajerske da bi ustvarili »rasno čisti Rajh«. Nekateri od teh so se znašli na Hrvaškem, v kolesju ustaškega uničevalnega stroja, ki je izvajal genocide nad Judi, Srbi in Romi. Tako so Ustaši v največjem koncentracijskem taborišču Jasenovac leta 1942 pobili celotno družino ptujskega Juda Ignaca Sonnenscheina, med do 20.000 Judov ki so jih Ustaši iztrebili samo v Jasenovcu.
V Ljubljani se je 32 Judom uspelo skrivati do septembra 1944, ko jih je v obširni akciji aretirala domobranska policija ter jih predala nacistom, ki so jih nato deportirali v Auschwitz, kjer večina ni preživela. Slovenska judovska skupnost je bila skoraj v celoti uničena - od okoli 1.500 Judov leta 1939. vojno je preživelo le okoli 200 slovenskih Judov, Med slovenskimi pokrajinami je bilo najbolj opustošeno Prekmurje, kjer je živela več kot polovica slovenskih Judov. 85 % prekmurskih Judov je bilo umorjenih v plinskih celicah v uničevalnem taborišču Auschwitz. Nacistično morijo je uspelo preživeti le 63 prekmurskih Judov.
Odnos slovenskega domobranstva do Judov
Antisemitizem je bil eden izmed temeljev domobranske ideologije kljub minornemu deležu Judovskega prebivalstva na Slovenskem. Desno in katoliško usmerjen tisk - zlasti osrednji slovenski časnik Slovenec - je že v desetletjih pred drugo svetovno vojno, in posebej med vojno, obsežno objavljal antisemitske vsebine. Militantni antisemitizem je dosegel svoj vrhunec med vojno, pri čemer je Lambert Ehrlich utelešal stališča izjemno konservativnega političnega katolicizma in je vodil kampanjo proti "judovskemu satanizmu", za katerega je trdil da si skuša prilastiti zaklade drugih narodov. Propagandna gonja proti Judom v domobranstvu je bila tako osrednja njihovem političnem programu, da "Leon Rupnik v prav nobenem objavljenem govoru ni mogel prebiti brez napadov na Jude". Časopis Slovensko domobranstvo je objavil: "Judovstvo hoče zasužnjiti ves svet. Zasužnjiti bi ga moglo, če bi narode tudi gospodarsko uničilo. Zato je pognalo narode v vojno, da se uničujejo in s tem služijo judovskim koristim. Najzvestejši izvrševalec judovskih ukazov sta komunizem in liberalna demokracija. Obe ideji so ustvarili Judje za ne Judovske narode. Tudi slovenski narod hoče Judovstvo z moralnim razkrojem in obubožanjem spraviti na kolena." Domobranska policija je direktno sodelovala pri izvajanju holokavsta na Slovenskem; leta 1944 je aretirala in okupatorskim oblastem predala še preostanek ljubljanskih Judov, ki niso bili deportirani že v obdobju italijanske okupacije.
Judje in partizani
Nekateri slovenski Judje so se rešili z begom med partizane. Za razliko od glavnega, desnega poljskega odporniškega gibanja ki ni sprejelo Judov v svoje vrste, so partizani sprejemali Jude. Zgodovinar Ivo Goldstein piše da se je 5.000, ali tretjina vseh preživelih jugoslovanskih Judov, uspelo rešiti z odhodom v partizane in na partizanski teritorij. Deset Judov je bilo razglašenih za narodne heroje. Med bolj znanimi je bil slikar in politik Moša Pijade.

#### Pravičniki med narodi
Za pomoč pri reševanju Judov med holokavstom je ustanova Jad Vašem (spominsko, muzejsko in dokumentacijsko središče v Jeruzalemu, namenjeno ohranjanju spomina na Jude, pobite v holokavstu, ki podeljuje tudi status pravičnika) sedem Slovencev imenovala za Pravičnike med narodi.

### Jugoslavija
Preživeli so po vojni uspeli obnoviti Zvezo judovskih skupnosti, v 56 jugoslovanskih mestih. Jugoslavija je bila edina komunistična dežela ki je dovolila delovanje in pomoč Judom od strani ameriških judovskih organizacij, ter tudi dovolila izselitev v Izrael. Povojna nacionalizacija je prizadela tudi Jude. Pri nacionalizaciji "ni bila odločilna nacionalna, verska ali rasna pripadnost, temveč le razredna pripadnost." Jude so obravnavali enako kot druge državljane, toda ker so bili nadpovprečno zastopljeni med podjetniki, trgovci in podobnimi, jih je nacionalizacija dodatno prizadela. Izraelski podatki kažejo da, se je od okoli 200 Judov, ki so vojno preživeli, po vojni 68 izselilo v Izrael. Ker Jugoslavija tedaj ni priznavala dvojnega državljanstva ali tuje lasti nad nepremičninami, so se kot ostali državljani morali ob izselitvi odreči jugoslovanskemu državljanstvu in neprodanim nepremičninam. Nekateri Judje so se po izselitvi v Izrael vrnili v Jugoslavijo in obnovili svoje državljanstvo.
Judovska skupnost na Slovenskem je v času Jugoslavije nekaj časa delovala neorganizirano. Leta 1954 je bila ustanovljena »Jevrejska občina Ljubljana«, ki pa ni zajela vseh Judov oziroma njihovih potomcev. Leta 1969 štela je 84 članov. Jewish Virtual Library navaja: »Čeprav je bil režim v Jugoslaviji avtoritaren, je bila njegova notranja struktura najbolj liberalna od vseh vzhodnoevropskih držav, judovska skupnost pa je uživala svobodo pri organiziranju skupnega življenja, verskih in kulturnih dejavnostih ter stikov z mednarodnimi judovskimi organizacijami. Tako so delegati iz Jugoslavije redno sodelovali na srečanjih Svetovnega judovskega kongresa, Svetovne konference sinagog, itd"

### Republika Slovenija
Leta 1991 je bila kot krovna verska organizacija ustanovljena »Judovska skupnost Slovenije«, JSS, in sicer s finančno podporo ameriškega Judovskega odbora, ki je najel prostore v Ljubljani. Po izumrtju skupnosti in izgubi prostorov na Tržaški cesti, se judovsko življenje ne odvija več tako aktivno. Kulturno izročilo ohranja center v Križevniški ulici v Ljubljani.
Ob razveljavitvi obsodbe domobranskem generalu Leonu Rupniku, je Center Simona Wiesenthala v Izraelu v protestnem pismu izjavil da »ta sramotna odločitev pomeni pretresljivo izkrivljanje zgodovine holokavsta in grozljivo žalitev številnih Rupnikovih žrtev in njihovih družin«.

## Zgodovina po krajih

### Prekmurje
Glej članek Zgodovina Judov v Prekmurju.
Na območju Prekmurja se številčnejša skupnost omenja v 18. stoletju. Tamkajšnji Judi so po poreklu izvirali pretežno iz Madžarske.
Ena največjih in najaktivnejših skupnosti na Slovenskem je bila v Lendavi (takrat Dolnja Lendava). Popis iz leta 1921 omenja 259 pripadnikov. Upravljali so skoraj celotno mestno gospodarstvo: bili so lastniki trgovin in hotela, lastniki gospodarskih obratov, uradniki, učitelji, odvetniki, knjigovodje, steklarji. Ustni in pisni viri navajajo, da so živeli v sožitju z ostalimi prebivalci, s svojim delovanjem pa so veliko prispevali h gospodarskemu in kulturnemu razvoju Lendave. Leta 1873 so namreč ustanovili prvi denarni zavod v Prekmurju, dolnjelendavsko hranilnico. Kulturno življenje je bilo bogato organizirano; Judovska skupnost je imela bralno in žensko društvo, glasbeni ansambel in pevski zbor. Redno so organizirali kulturne dogodke, izkupiček od vstopnin pa je šel za dobrodelne namene. Poleg teh kulturnih skupnosti so imeli sinagogo, rabina, versko šolo in pokopališče.
Iz Lendave izvirata dva Juda, ki sta dosegla mednarodno prepoznavnost. Kipar György Zala, rojen 16. aprila 1858 je najvidnejši predstavnik novobaročnega sloga v 19. stoletju. Je avtor plastik, ki krasijo Trg herojev v Budimpešti. Za svoje delo je dobil madžarsko državno odlikovanje. Drugi vidni umetnik je Marton Freyer, rojen leta 1880. Bil je slikar, cenjen bolj na Madžarskem kot na Slovenskem; razstavljal je tudi v Narodnem salonu v Budimpešti.
Judi so pred holokavstom v Prekmurju tvorili viden del prebivalstva. Leta 1889 jih je bilo v pokrajini 1107, od tega 322 v Lendavi, 311 v Murski Soboti, 152 v Beltincih in 322 na podeželju.
Leta 1908 je bila v Murski Soboti zgrajena večja sinagoga; v Beltincih je stala ena zadnjih prekmurskih, porušena pa je bila leta 1937.

### Primorje
Na Primorskem se Judi sicer omenjajo že v antiki, vendar lahko o današnji skupnosti, ki se je ohranila še v Trstu, sledimo le do 12. in 13. stoletja, in sicer v srednjeveškem Ogleju in Čedadu. Prvi v Gorici so omenjeni leta 1288, v Trstu najprej leta 1236 in nato 1348, v Kopru leta 1386, Piranu leta 1390 ter Izoli leta 1421. Ob prihodu v mestu so morali podpisati pogodbo (condotta), ki jih obvezovala k različnim dolžnostim. Ob koncu 15. stoletja se je začel njihov položaj opazneje slabšati, pravice so se krčile. Ta vpliv se je širil zlasti iz Benetk, kjer so takrat že ustanovili geto.
Zadnji podatki o Judih v Kopru so iz leta 1550, v Piranu iz 1584., v Izoli pa iz 17. stoletja. Po izgonu iz Koroške, Štajerske in Kranjske se kar nekaj beguncev zateče na obalo, v Trstu in Gorici pa se začne novo obdobje v zgodovini lokalnega Judovstva, saj že leta 1509 sin mariborskega Juda iz Trsta Izak Morpurgo dobi od cesarja Maksimilijana I. (1508-1519) privilegij dvornega ali zaščitenega Juda (Hofjude). Leta 1556 dobi ta privilegij tudi družina Levi iz Trsta in 1624. še veja družin Morpurgo iz Gradišča ob Soči, Pincherle iz Gorice in Parente iz Trsta. Privilegij je pomenil poleg proste trgovine in davčnih ugodnosti tudi prosto pot čez cesarstvo, brez posebnih oznak in z dovoljenjem za nošnjo orožja. Kljub številnim privilegiranim družinam pa so tudi na tem območju ustanovili gete, in sicer v Gradišču ob Soči (1769-1797), Gorici (1698-1797) in Trstu (1697-1785).
Prav veliko število privilegiranih družin je omogočilo dobre razmere za razcvet Judovskega razsvetljenstva (haskalah), katerega neločljiv del v 18. in 19. stoletju so ravno te tri primorske skupnosti. Gorice se je celo prijel vzdevek Jeruzalem na Soči. Med številnimi primorskimi judovskimi razsvetljenci (maskilim) sta najpomembnejša matematik rabin Ziona Portoso iz Trsta ter filozof in matematik rabin Izak Reggio (1784-1855) iz Gorice, ki je pri osnovanju prvega sodobnega rabinskega semenišča v Padovi leta 1829 (Collegio Rabbinico) sodeloval z znamenitim tržaškim rabinom Samuelom Luzzatom (1800-1865), ki je bil tudi hebrejski pesnik, znan pod akronimom Šdal (Shadal). Iz Trsta je tudi ena prvih modernih hebrejskih pesnic Rachele Morpurgo (1790-1871).
O prisotnosti Judov na Goriškem priča njihovo veliko pokopališče v Rožni dolini. Na seznamu iz leta 1938 jih je nekaj manj kot dvesto, živečih v Gorici. Istega leta je fašistična Italija sprejela antisemitsko zakonodajo: spomladi 1942 so oblasti odredile, da morajo goriški Judi na prisilno delo. Na začetku decembra 1943 so jih 48 odpeljali v Auschwitz in taboriščni pekel sta preživela samo dva. Premoženje goriške skupnosti je bilo v celoti zaseženo, zasebna lastnina je bila zaplenjena ali uničena.

### Štajerska
Najštevilnejša in gospodarsko zelo vplivna skupnost se je razvila v Mariboru na začetku 13. stoletja. Njeni pripadniki so živeli v jugovzhodnem delu tedaj obzidanega mesta, neposredno ob obzidju, kjer je bil kot utrdba zgrajen Judovski stolp. Skupnost je imela stalnega rabina, Judovsko versko šolo, sinagogo in rabinat. Zaradi cerkvene uredbe, ki je NeJudom prepovedovala denarništvo, so bili zlasti trgovci in bančniki. Leta 1496 so s sodno prepovedjo vse pregnali iz Štajerske in Koroške. Zaradi močnih trgovskih vezi z Benetkami, Dubrovnikom in drugimi trgovskimi obalnimi mesti je gospodarska dejavnost po izgonu na tem območju upadla. V Mariboru je deloval tudi mednarodno priznani rabin Israel Isserlein (1390-1460).
Poleg Maribora je pomembno judovsko središče v srednjem veku predstavljali še Ptuj, Beltinci in nekatere druge mestne skupnosti, a po sodnem pregonu 1496 je judovska prisotnost v teh krajih zamrla.

## Družba

### Sinagoge v Sloveniji
Od nekdanjih sinagog sta danes v Sloveniji ohranjeni dve, obe kot kulturna spomenika: mariborska na Židovski ulici 4 in lendavska na Trgu Györgya Zale 1. Redki pisni in ustni viri navajajo še druge, zlasti iz srednjega veka. Ostali kraji, kjer so nekoč stale sinagoge, so Ljubljana (Židovska steza 4), Celje, Slovenska Bistrica, Piran (okoli Židovskega trga), Dravograd, Koper, Novo mesto, Gornja Radgona in Slovenj Gradec. Na štajersko-prekmurskem območju so znane sinagoge stale še v Beltincih in na Ptuju. Sinagogo v Beltincih so lokalne oblasti porušile leta 1937, ker po pogromih leta 1918 v naselju in okolici ni bilo več židovske skupnosti, ki bi skrbela zanj. Zadnjo zgrajeno so lokalne oblasti podrli v Murski Soboti leta 1954 ker tudi po nacističnih množičnih morijah Židov ni bilo več skupnosti ki bi skrbela zanj. Danes lendavska kot mariborska sinagoga služita za kulturne, ne verske namene.
Novembra 2021 so tudi v Ljubljani odprli prvo sinagogo. Ta velja za prvo stalno sinagogo v Sloveniji, s katero ne upravlja občina, ampak neposredno judovska skupnost. Sinagogo je odprlo Združenje judovskih skupnosti Gradca in Ljubljane.
Edina delujoča Sinagoga v Sloveniji je od leta 2016 v Judovskem kulturnem centru na Križevniški 3 v Ljubljani, kjer se nahaja tudi sefer tora slovenske judovske skupnosti. Obredi so občasno za šabate in za večje judovske praznike.

### Kulturni spomeniki
Poleg sinagog so najpogostejši dokaz za prisotnosti Judov na slovenskih tleh pokopališča in različni ohranjeni predmeti. Večinoma so povezani z večjimi mesti, s kraji v Prekmurju in s tistimi na Obali.
Pokopališče v Prekmurju je ohranjeno v Dolgi vasi pri Lendavi. Danes je opuščeno, še vedno pa ima 176 nagrobnikov, ki so v skladu s tradicijo obrnjeni proti Jeruzalemu. Napisi so v hebrejščini in latinici. Oskrbovano in urejeno je bilo do srede druge svetovne vojne, po vojni pa so tam pokopali samo še enega pokojnika. Sredi pokopališča stoji spomenik 387 žrtvam holokavsta, ki so ga leta 1947 postavili štirje preživeli interniranci. Manjši park z nekaj nagrobniki označuje nekdanje pokopališče na robu Murske Sobote.
Pokopališče v Rožni Dolini pri Novi Gorici je največje ohranjeno judovsko pokopališče na Slovenskem. Ima več kot 900 nagrobnikov, na najstarejšem je letnica 1406. Starejši imajo napise v hebrejščini, novejši dvojezične ali pa samo nemške in italijanske. Pokopališče je bilo v uporabi vse do leta 1947, sinagoga pa je ostala na italijanski strani meje.
V sklopu ljubljanskih Žal se nahaja manjše pokopališče, leta 1964 preseljeno s prostora ob Tomačevski cesti. Sredi pokopališča stoji skromen spomenik Židom, padlim in umorjenim med drugo svetovno vojno, ki ga je 1964. postavila takratna Jevrejska občina Ljubljana.
V Lendavi je bila od leta 1845 na Župančičevi ulici 1 šola. Kot zadnja židovska šola v Sloveniji je bila razglašena za kulturni spomenik. Kljub temu, in kljub nasprotovanju mednarodne javnosti, jo je dal leta 1999 porušiti takratni lendavski župan Jožef Kocon. MAnjši ostanek pokopališča z nekaj nagrobniki je še v Murski Soboti.

## Pomembni Judje na Slovenskem
- Luc Menaše (1925-2002), profesor umetnostne zgodovine, kritik, publicist
- Lev Menaše, umetnostni zgodovinar, kritik, publicist
- Dr. Salamon Schwarz alias Aleksandar Švarc (Osijek 1919-1987, Ljubljana), dolgoletni predsednik Judovske skupnosti Slovenija
- Dr. Rosa Fertig-Schwarz (Sarajevo 1914-2001 Ljubljana), dolgoletna predsednica Judovske skupnosti Slovenija
- Mladen Aleksander Schwarz (1952-2001), filozof, novinar, demokratični politični aktivist, glavni tajnik in sopredsednik Judovske skupnosti Slovenija
- Mišo Alkalaj, kolumnist, pisatelj, matematik
- Polona Vetrih, igralka
- Ivan Borštner, podoficir, akter JBTZ
- Katja Boh, političarka, diplomatka, ustanovna članica SDS
- Israel Isserlein (1390-1460), pomemben mariborski rabin
- Paul Parin, psihoanalitik, etnolog[57][58]
- Igor Vojtic, veterinar[59]
- Robert Waltl, igralec, gledališčnik